# Bundesautobahn 4
Pour les articles homonymes, voir A4 et Autoroute A4.
L'autoroute allemande 4 (Bundesautobahn 4 en allemand et BAB 4 en abrégé) est une autoroute située en Allemagne et constituée de deux tronçons distincts, non encore reliés entre eux. Elle fut construite entre 1934 et 1937. 

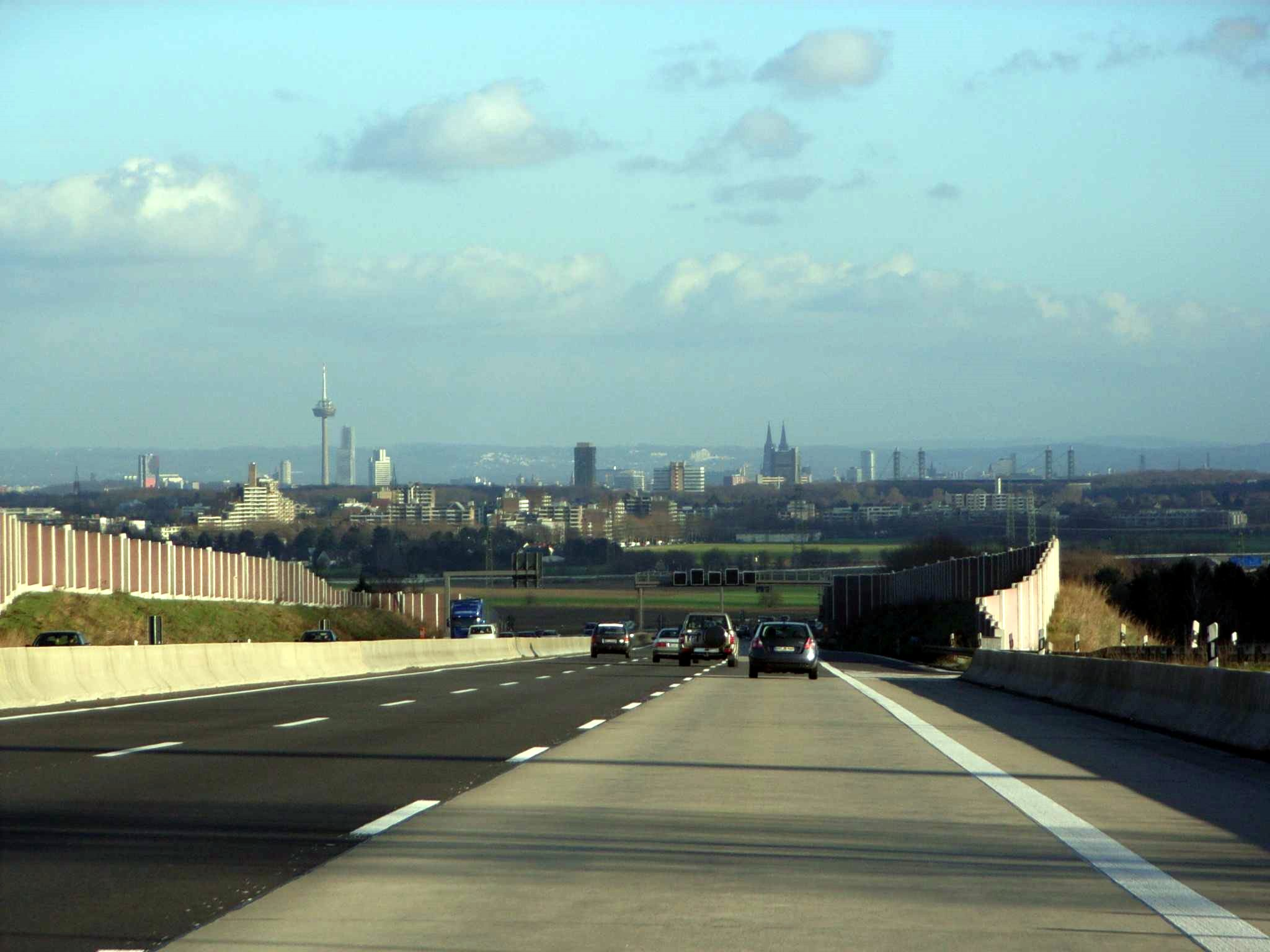
L'arrivée de l'autoroute A4 sur Cologne

La Guerre froide et la séparation de l'Allemagne, ont conduit à la désaffectation de la partie centrale de cette autoroute qui traversait autrefois ce qui allait devenir une frontière entre l'Allemagne de l'Est et l'Allemagne de l'Ouest.
- La section occidendale commence au poste-frontière avec les Pays-Bas, située près de la ville néerlandaise de Gulpen-Wittem qui se trouve à 6,5 km du centre-ville d'Aix-la-Chapelle, contourne Cologne par la ceinture périphérique sud de la ville et prend fin peu avant la localité Krombach au nord de la ville de Kreuztal. Cette partie autoroutière mesure 156 kilomètres.

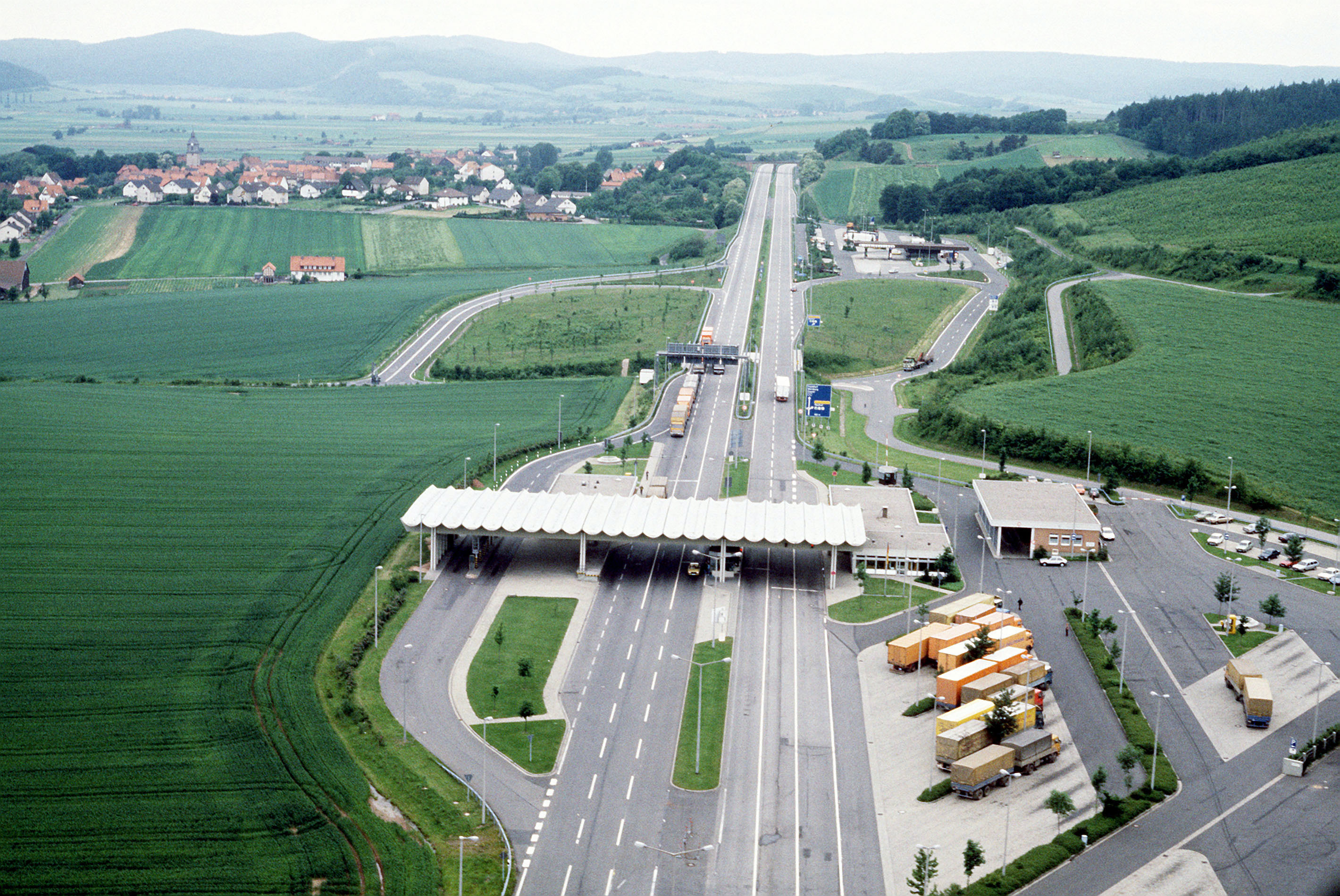
Vue aérienne du poste-frontière de Herleshausen en 1985.

- La section orientale débute à Kirchheim (Hesse) au niveau de l'échangeur avec la Bundesautobahn 7. Puis elle poursuit vers l'est où, à Herleshausen se situait le poste-frontière ouest-allemand[1] avant le franchissement de l'ex-frontière intérieure allemande. Le poste frontière est-allemand se situait lui à Wartha[2], à 5 km environ au nord-ouest d'Eisenach, ville que l'autoroute contourne par le nord. Ensuite l'autoroute passe par les villes d'Erfurt, Weimar, Iéna, Gera, Chemnitz et Dresde qu'elle contourne également. Dans la banlieue nord de Görlitz, elle atteint la frontière polonaise qu'elle franchit en traversant la rivière Neisse. Cette partie autoroutière mesure 429 kilomètres.

Depuis la réunification allemande, des projets existent et le raccordement des deux parties devrait être réalisé dans un proche avenir.
L'autoroute A4 constitue la dernière partie de la  et une partie importante de la .